# Solandra (roślina)
Solandra (Solandra Sw.) – rodzaj roślin z rodziny psiankowatych. Należy do niego 10 gatunków. Występują one w Ameryce Środkowej i Południowej od północnego Meksyku po Boliwię i południową Brazylię.
Rośliny zawierają alkaloidy o działaniu toksycznym i halucynogennym, stąd odgrywały istotną rolę w kulturze rdzennej ludności kontynentów amerykańskich. Niektóre gatunki uprawiane są jako ozdobne dla efektownych kwiatów (do 37 cm długości). Najczęściej uprawiane są: S. grandiflora, S. longiflora i S. maxima.

## Morfologia
PokrójPnące epifityczne krzewy, liany lub małe drzewa, pędy nagie lub owłosione, włoski jeśli są obecne mogą być jedno- lub wielokomórkowe, proste lub rozgałęzione, obecne głównie na liściach i kielichu – odgrywają istotną rolę w identyfikacji gatunków w obrębie rodzaju.
LiścieSkrętoległe, skórzaste, nagie lub owłosione.
KwiatyPojedyncze, szczytowo na końcach pędów, zwykle nieco grzbieciste. Kielich rurkowato-dzwonkowaty o długości od 2,8 do 10 cm. Korona okazała – od 13 do 37 cm długości), rurka u podstawy walcowata, ku górze się rozszerzająca, w czasie kwitnienia wywinięta na końcach. Biała, zielonobiała lub żółta, z ciemniejszymi purpurowoniebieskimi liniami. Pręciki równe lub nierównej długości, zrośnięte z koroną do połowy jej długości lub przynajmniej u jej podstawy. Pylniki z nitką dochodzącą do ich podstawy. Zalążnia powstaje z dwóch owocolistków, jest czterokomorowa, z bardzo licznymi zalążkami, częściowo dolna, otoczona miodnikiem w postaci pierścienia. Szyjka słupka odchylona, zwieńczona główkowatym, dyskowatym lub nieco dwudzielnym znamieniem.
OwoceJagody wielonasienne, kształtu kulistego lub stożkowatego, wsparte trwałym kielichem. Nasiona spłaszczone, dyskowate lub nerkowate.

## Systematyka
Pozycja systematyczna
Rodzaj z podrodziny Solanoideae z rodziny psiankowatych Solanaceae.
Wykaz gatunków
- Solandra boliviana Britton
- Solandra brachycalyx Kuntze
- Solandra brevicalyx Standl.
- Solandra grandiflora Sw.
- Solandra guerrerensis Martínez
- Solandra guttata D.Don
- Solandra longiflora Tussac
- Solandra maxima (Moc. & Sessé ex Dunal) P.S.Green – solandra wielka
- Solandra nizandensis Matuda
- Solandra paraensis Huber ex Ducke